# Macrolopha atripennis
Macrolopha atripennis es una especie de coleóptero de la familia Megalopodidae.

## Distribución geográfica
Habita en el Congo.